# دوري كرة القدم السلوفيني الدرجة الثالثة 1993–94
دوري كرة القدم السلوفيني الدرجة الثالثة 1993–94 هو موسم من دوري كرة القدم السلوفيني الدرجة الثالثة ‏. فاز فيه NK Drava Ptuj (1933) ‏.